# 竇儼 (宋朝)
竇儼（919年2月4日—960年7月2日），字望之。五代和宋初薊州漁陽（今天津市薊縣）人。
竇禹鈞次子。後晉天福進士。竇儀之弟。歷任後晋後漢後周，屢任史館之職。北宋初年任禮部侍郎，祭祀樂章宗廟諡號多由竇儼所定。